# Jean-Philippe Mateta
Jean-Philippe Mateta (ur. 28 czerwca 1997 w Sevran) – francuski piłkarz pochodzenia kongijskiego, grający na pozycji napastnika w angielskim klubie Crystal Palace. Były młodzieżowy reprezentant Francji. Srebrny medalista Igrzysk Olimpijskich 2024.

## Życiorys
Jest wychowankiem LB Châteauroux. W pierwszym zespole tego klubu grał w latach 2015–2016. 16 września 2016 został za 4,1 miliona euro piłkarzem Olympique Lyon. W Ligue 1 zagrał po raz pierwszy 21 września 2016 w wygranym 5:1 meczu z Montpellier HSC. Do gry wszedł w 76. minucie, zmieniając Maxwela Corneta. Od 1 lipca 2017 do 30 czerwca 2018 przebywał na wypożyczeniu w Le Havre AC. 1 lipca 2018 odszedł za 8 milionów euro do niemieckiego 1. FSV Mainz 05. W Bundeslidze zadebiutował 26 sierpnia 2018 w wygranym 1:0 spotkaniu z VfB Stuttgart. Pierwszego gola w lidze zdobył natomiast 1 września 2018 w zremisowanym 1:1 meczu z 1. FC Nürnberg.
21 stycznia 2021 roku został wypożyczony na osiemnaście miesięcy do Crystal Palace z możliwością wykupu.
31 stycznia 2022 roku został permanentnie wykupiony przez Crystal Palace za kwotę około 9 milionów funtów.